# Organismo di diritto pubblico
Un organismo di diritto pubblico, secondo la legge italiana , indica un soggetto giuridico collettivo il quale, pur potendo assumere la veste formale di ente di diritto privato (anche societario), presenta indici sostanziali di pubblicità che ne comportano la sottoposizione a un regime differenziato – quello tipico delle "amministrazioni aggiudicatrici" alla cui categoria sono ricondotti – con conseguente applicazione delle regole dell'evidenza pubblica.
Da un punto di vista definitorio, l'organismo di diritto pubblico è un ente, dotato di personalità giuridica, che viene istituito per soddisfare specifiche esigenze di interesse generale aventi carattere non industriale e commerciale e che, a tal fine, viene sottoposto a forme di influenza pubblica.
I parametri sostanziali che permettono di ritenere sussistente una forma di sottoposizione dell'ente alla dominanza pubblica possono essere di carattere funzionale o strutturale. In particolare, si ravvisa un'influenza pubblica nel caso in cui lo Stato o un altro ente o organismo pubblico finanzino in modo maggioritario l'attività dell'ente medesimo, oppure ne sottopongano a controllo la gestione o designino più della metà dei membri dell'organo di amministrazione, di direzione o di vigilanza.

## Storia
La disciplina comunitaria, fino agli inizi degli anni novanta del XX secolo, accoglieva una nozione chiusa di amministrazioni aggiudicatrici (obbligate ad osservare la procedura dell'evidenza pubblica comunitaria), indicando a tal fine le cosiddette persone giuridiche di diritto pubblico (cioè Stato, enti pubblici territoriali, associazioni e consorzi di Comuni, le Università, le IPAB (Istituto pubblico di assistenza e beneficenza) ed enti di riforma fondiaria). Questa però era una valutazione formale, non idonea a ricomprendere tutti gli altri soggetti - pur operanti negli Stati membri - aventi connotazioni pubblicistiche ma di fatto esclusi dall'operatività della Direttiva n. 71/305/CE in materia di appalti.
Con la Direttiva n. 89/440/CE (confermata dalla successiva Direttiva 93/37), è stato così incluso tra le amministrazioni aggiudicatrici la figura dell'organismo di diritto pubblico, nozione che prescinde da una giustificazione formale e fa invece riferimento a tre parametri sostanziali. Con la più recente Direttiva n. 18/04, ripresa anche dal Codice dei contratti pubblici approvato con d.lgs. 163/06, resta confermata l'inclusione degli organismi di diritto pubblico tra i soggetti obbligati ad osservare le norme in materia di appalti pubblici. Il decreto legislativo 18 aprile 2016, n. 50, aggiornato dalla legge 205/2017 e che sostituisce i precedenti, all'articolo 193 comma 4 cita "La società pubblica di progetto è istituita allo scopo di garantire il coordinamento tra i soggetti pubblici volto a promuovere la realizzazione ed eventualmente la gestione dell'infrastruttura, e a promuovere altresì la partecipazione al finanziamento; la società è organismo di diritto pubblico e soggetto aggiudicatore ai sensi del presente codice.".

## Descrizione

### Nell'Unione europea
L'Unione europea ne ha fornito per la prima volta una definizione - contenuta nella direttiva n. 92/50 - definendolo come:
Si tratta, dunque, di soggetti giuridici patrimonializzati o controllati o sovvenzionati dallo Stato o da un altro ente pubblico.

#### Elementi costitutivi
Secondo una pronuncia della Corte di Giustizia (sentenza del 10 novembre 1998, in Causa C-360/96), sono tre i parametri sintomatici della natura pubblica comunitaria dell'organismo di diritto pubblico, e precisamente:
- Il possesso della personalità giuridica di diritto pubblico, intesa come capacità di essere centro d'imputazione d'attività amministrativa;
- Il fine statutario: soddisfare bisogni di interesse generale aventi carattere non industriale o commerciale (perché, in tal caso, si ravvisa l'esistenza di un ente societario);
- La sottoposizione ad una influenza pubblica.

Più recentemente, la stessa Direttiva CE 18/04, all'articolo 1 (definizione) comma 9 si legge che per «organismo di diritto pubblico» s'intende qualsiasi organismo:
- istituito per soddisfare specificatamente esigenze di interesse generale, aventi carattere non industriale o commerciale
- dotato di personalità giuridica,
- la cui attività sia finanziata in modo maggioritario dallo Stato, dagli enti pubblici territoriali o da altri organismi di diritto pubblico oppure la cui gestione sia soggetta al controllo di questi ultimi oppure il cui organo d'amministrazione, di direzione o di vigilanza sia costituito da membri dei quali più della metà è designata dallo Stato, dagli enti pubblici territoriali o da altri organismi di diritto pubblico.

#### L'interpretazione della Corte di Giustizia europea
I parametri indicati dalla giurisprudenza comunitaria e confermati dalla Direttiva 2004/18/CE del 31.03.2004 (nell'Articolo 2 , Paragrafo 9):
a) istituito per soddisfare specificatamente esigenze di interesse generale, aventi carattere non industriale o commerciale,
b) dotato di personalità giuridica, e
c) la cui attività sia finanziata in modo maggioritario dallo Stato, dagli enti pubblici territoriali o da altri organismi di diritto pubblico oppure la cui gestione sia soggetta al controllo di questi ultimi oppure il cui organo d'amministrazione, di direzione o di vigilanza sia costituito da membri dei quali più della metà è designata dallo Stato, dagli enti pubblici territoriali o da altri organismi di diritto pubblico.
Gli elenchi, non limitativi, degli organismi e delle categorie di organismi di diritto pubblico che soddisfano i criteri di cui al secondo comma, lettere a), b), e c), figurano nell'allegato III. Gli Stati membri notificano periodicamente alla Commissione le modificazioni intervenute nei loro elenchi.»
indurrebbero ad una interpretazione sistematica o gestionale che identifica l'organismo di diritto pubblico con l'ente pubblico non economico e quindi contrapposto alla figura dell'impresa pubblica che sicuramente persegue fini di carattere industriale o commerciale.
Tale concezione però non è stata accolta dalla Corte di Giustizia che ha ritenuto di dover fornire una interpretazione estensiva operando così in parte una sovrapposizione tra organismo di diritto pubblico e impresa pubblica per evitare agli Stati membri di escludere direttamente da tale ambito società commerciali sotto controllo pubblico sebbene con carattere di diritto privato. L'interpretazione della Corte quindi ha voluto affermare che il carattere non industriale o commerciale riguarderebbe il tipo di bisogni da soddisfare e non il tipo di attività fornendo così un criterio essenzialmente finalistico o funzionale per identificare l'organismo di diritto pubblico.
Da una delle massime della sentenza citata infatti risulta che:
Tale criterio però è risultato vago e insufficiente portando la Corte di Giustizia, in diverse sentenze, a rivalutare in pratica il criterio gestionale in senso sostanziale (e non formale) attenuando così la precedente interpretazione finalistica o funzionale, al fine di escludere dalla nozione di organismo di diritto pubblico tutte quelle imprese pubbliche o società che sopportano direttamente il rischio economico della propria attività (il che si verifica, ad esempio, se esse operano in regime concorrenziale sul mercato)
Pertanto, il concetto di organismo di diritto pubblico comprende al suo interno sia la nozione di ente pubblico non economico che altre figure formalmente privatistiche, anche se non facilmente circoscrivibili.
I tre elementi di individuazione dell'organismo di diritto pubblico hanno carattere cumulativo e devono sussistere contemporaneamente (sentenza Corte giustizia 1º febbraio 2001, causa C-237/99, Commissione/Francia, Racc. pag. I-939, punto 40 e giurisprudenza ivi citata).
Per quanto attiene all'individuazione del primo elemento, è relativamente più semplice esaminare se un organismo svolga attività diretta a soddisfare esigenze generali, mentre più delicata e complessa è l'indagine sul carattere non industriale o commerciale: costituiscono in genere bisogni di interesse generale aventi carattere non industriale o commerciale ai sensi dell'art. 1, lett. b), delle direttive comunitarie relative al coordinamento delle procedure di aggiudicazione degli appalti pubblici quei bisogni che, da un lato, sono soddisfatti in modo diverso dall'offerta di beni o servizi sul mercato e al cui soddisfacimento, d'altro lato, per motivi connessi all'interesse generale, lo Stato preferisce provvedere direttamente o con soggetti riguardo ai quali intende mantenere un'influenza determinante; va anche precisato che un indice a sostegno del carattere industriale o commerciale è costituito dalla circostanza se l'organismo in questione esercita la propria attività in regime di concorrenza (Corte giustizia CE sez. V, 22 maggio 2003, n. 18 causa C-18/01).